# Nicolas Régnier

Sovande yngling som väcks av ung kvinna med eld (1620-talet), Nationalmuseum.

Nicolas Régnier, född 1588 eller 1591 i Maubeuge, död 20 november 1667 i Venedig, var en flamländsk målare och konstsamlare. 
Han föddes i den franskspråkiga delen av Spanska Nederländerna och utbildades i Antwerpen. Under sin tid som konstnär var han främst verksam i Rom och Venedig i Italien där han kallades Niccolò Renieri. Hans konst har därför snarare kommit att betraktas som italiensk än som flamländsk. I Italien kom Régnier i kontakt med traditionen efter Caravaggio. Detta måleri kännetecknas av känsloutspel som förstärks av kraftfulla ljuseffekter (chiaroscuro) och djupa färger.
Régnier är representerad vid Nationalmuseum.